# Instituto Geena Davis sobre Género en los Medios de Comunicación
El Instituto Geena Davis sobre Género en los Medios de Comunicación es una organización de investigación estadounidense sin fines de lucro que investiga sobre la representación de género en los medios y aboga por la representación igualitaria entre hombres y mujeres.

## Historia

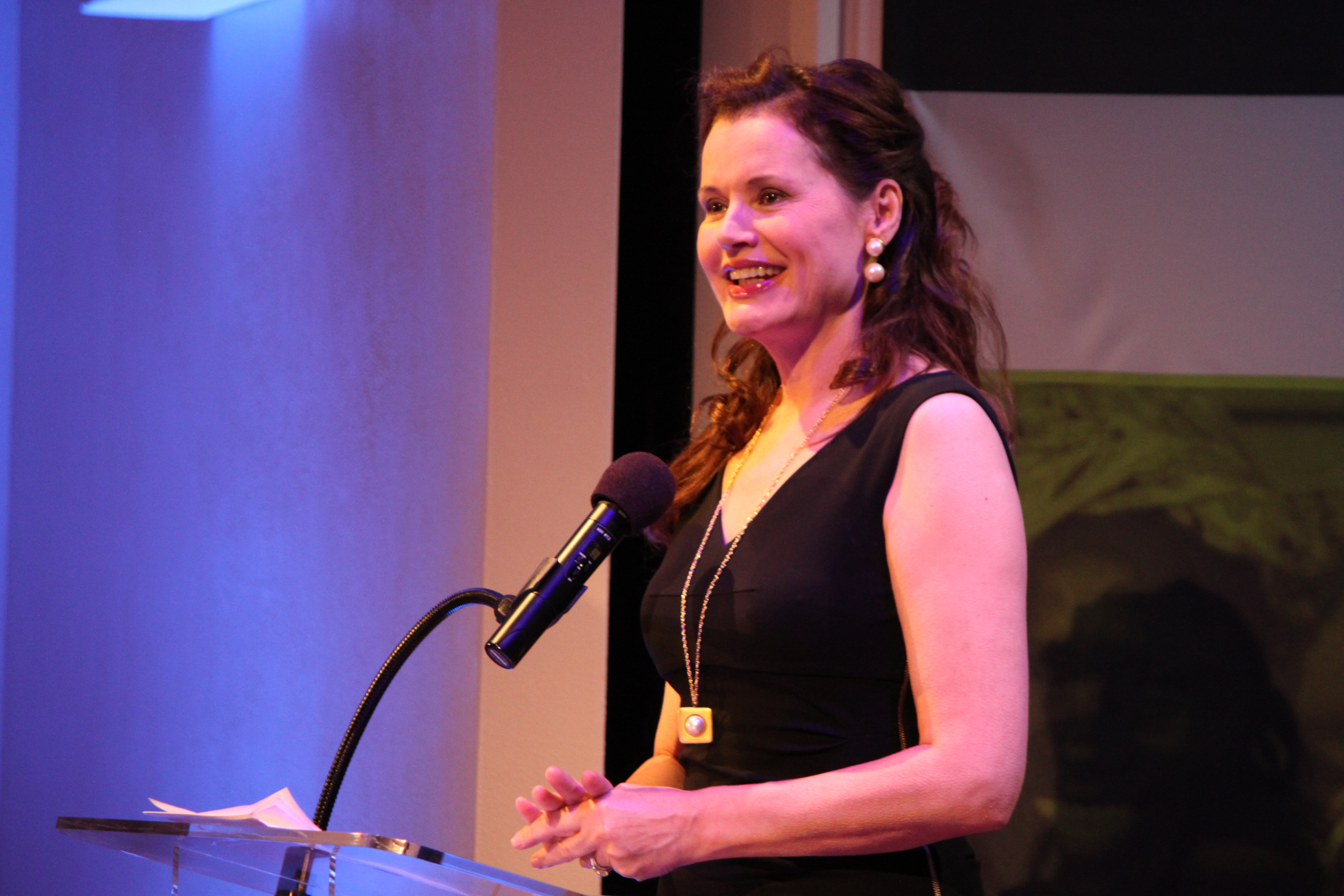
La fundadora, la actriz de Hollywood Geena Davis, en un discurso en el evento Millennium Development Goals Countdown en el edificio de la Fundación Ford en Nueva York, abordando los roles y cuestiones de género en el cine (24 de septiembre de 2013)

Después de ver televisión infantil con su hija pequeña, Geena Davis notó que la gran mayoría de estos programas de televisión y otros medios carecían de  personajes femeninos. Davis patrocinó una investigación sobre este tipo de entretenimiento, realizada por Stacy L. Smith en la Escuela Annenberg de Comunicación y Periodismo de la USC . En uno de sus estudios se identificó que en las películas infantiles aparecían tres veces más hombres que mujeres, mientras que en la televisión infantil aparecían 1,67 hombres por cada mujer. Otro estudio de investigación del grupo de Smith mostró que en las películas con clasificación G, los personajes en el lugar de trabajo eran 80,5% masculinos y sólo 19,5% femeninos. En otra investigación patrocinada por el Instituto y realizada por Smith sobre 122 películas "G, PG y PG-13 estrenadas en cines entre 2006 y 2009", "sólo el 29,2% de todos los personajes con texto son mujeres", y estas mujeres están más sexualizadas que los hombres.  Dado que “los niños interactúan con los medios entre 7 y 10 horas al día”, la representación de las mujeres en los programas de televisión y películas infantiles tiene un impacto importante en cómo las niñas creen que deberían actuar y cómo se ven a sí mismas. Posteriormente, Davis fundó el Instituto del mismo nombre en 2004.

## Impacto de la investigación
El instituto ha participado en varios proyectos de investigación a gran escala sobre las condiciones actuales de las mujeres en los medios de comunicación. Además, el Instituto colabora con varias otras corporaciones con y sin fines de lucro con el objetivo de modificar la forma en que las mujeres están representadas en la cultura popular.
En 2010, el instituto, junto con la Fundación de la Academia de Artes y Ciencias de la Televisión, estableció un premio de 5000 dólares por la diversidad en la animación infantil creada por estudiantes del ámbito universitario.
En 2022, el instituto recibió el Premio del Gobernador de la Junta de Gobernadores de la Academia de Televisión, que reconoce a una persona, empresa u organización que ha realizado una contribución profunda, transformadora y duradera a las artes y/o ciencias de la televisión..

## Relaciones con otras organizaciones
El instituto se ha asociado con varias corporaciones multinacionales para lograr su objetivo de informar a los consumidores de los medios de comunicación sobre el estado actual de las mujeres en la cultura popular. Recientemente, el instituto se ha asociado con Ford y varias estrellas de YouTube para crear una serie de vídeos titulada #ShesGotDrive. La asociación entre Ford y el Instituto busca dar relevancia a historias de mujeres creadoras de contenido que superaron desafíos importantes. El propósito de esta campaña es destacar el poder de las mujeres en los medios e inspirar a otras mujeres a seguir sus ilusiones. Además, la campaña busca “luchar contra los sesgos de género inconscientes en los medios”. El instituto también se ha asociado con las Girl Scouts de los Estados Unidos de América (GSUSA) para crear un programa titulado Girls' Fast Track Races. Con este programa, las niñas construyen sus propios coches de carreras. El programa fue creado con el fin de fomentar el aprendizaje de la ingeniería automotriz en mujeres jóvenes. Anteriormente, en 2016, el Instituto recibió una subvención de 1,2 millones de dólares de Google. Utilizando esta subvención, el Instituto desarrolló el Cociente de Inclusión de Geena Davis (o GD-IQ). El GD-IQ es un algoritmo que puede escanear rápidamente un largometraje para detectar diferencias de género en la representación. El Instituto considera que el GD-IQ mejorará significativamente la investigación sobre las desigualdades de los roles de género en la pantalla.
El instituto se ha asociado con Naciones Unidas y su fundadora Geena Davis preside la Comisión de California sobre la Condición Jurídica y Social de la Mujer.

## Estudios relevantes
El instituto ha completado varios estudios relevantes sobre la representación del género en el entretenimiento. Un estudio analizó la disparidad entre los roles a partir de las conversaciones entre hombres y mujeres y sobre el tipo de roles representados por hombres y mujeres en la pantalla. El Instituto llevó a cabo esta investigación analizando películas con clasificación G de 1990 a 2005 y concluyó que menos de uno de cada tres personajes con diálogo (tanto reales como de dibujos animados) eran interpretados por mujeres. Otro estudio analizó las diferencias de roles de género tanto en la pantalla como detrás de escena de la producción mediática. El Instituto Geena Davis investigó y descubrió que en la industria cinematográfica estadounidense, solo el 8% de quien está en la dirección de proyectos son mujeres, junto con el 19% de quien produce y el 13,6% de quien realiza guiones. Cada año, el instituto estudia la representación femenina en el entretenimiento y publica sus conclusiones. A través de este estudio, el instituto espera llamar la atención del público para generar un cambio positivo en relación con la representación femenina en los medios. En 2015, el instituto estudió las 100 películas más taquilleras de 2014 y 2015 y descubrió que, en general, las mujeres hablaban menos que los hombres y pasaban menos tiempo en pantalla en las películas. El estudio también señaló que “las mujeres tenían una presencia particularmente importante en las comedias y en el género de acción”.
En 2016, la organización identificó un aumento de protagonistas femeninas en las películas. Otro estudio da perspectiva de la influencia de las protagonistas femeninas en el cine: después del estreno de películas como Los juegos del hambre y Brave, ambas con arqueras como protagonistas, el número de niñas que participan en el tiro con arco aumentó considerablemente.  Según Davis, “el 68% de las compañías cinematográficas con las que han trabajado han cambiado dos o más de sus proyectos” para incluir mayor representación femenina.
En asociación con la Fundación Lyda Hill, el instituto publicó un estudio de 2018 sobre la representación mediática de personajes femeninos en los campos profesionales de ciencia, tecnología, ingeniería y matemáticas. El estudio mostró que los hombres representaban el 62,3% de todos los carreras STEM, mientras que las mujeres representaban el 37,1%. En una encuesta realizada a niñas y mujeres jóvenes, la mayoría de las participantes reconocieron el impacto de los personajes femeninos de STEM en los medios. Los personajes particularmente influyentes fueron April Sexton (Chicago Med), Addison Montgomery (Private Practice) y Temperance Brennan (Bones). Además, el estudio reveló que las mentoras STEM, así como las conexiones personales con mujeres profesionales de STEM y el apoyo, contribuyen a que más niñas elijan una carrera en este campo.
En colaboración con Equimundo, el instituto publicó en 2022 un estudio sobre la representación de los cuidadores masculinos en programas populares de televisión de 2013 a 2020. El estudio identificó un número similar de cuidadores masculinos y femeninos que aparecen en los programas, pero diferencias de género en sus representaciones. Los hombres cuidadores tenían casi dos veces más probabilidades que las mujeres de ser mostrados como incompetentes (una perpetuación del tópico del “papá aprendiz”), y los hombres cuidadores tenían una vez y media más probabilidades que las mujeres de ser emocionalmente abusivos, y cuatro veces más de ser físicamente abusivos, una perpetuación del tópico del "papá abusivo".

## Festival de cine de Bentonville
Además de muchas de sus contribuciones a la investigación, Geena Davis también creó el Festival de Cine de Bentonville. Davis fundó el Festival de Cine de Bentonville con Trevor Drinkwater. Las películas que se proyectan en este festival tienen distribución garantizada para incidir en el apoyo a las mujeres creadoras en Hollywood. El festival anual se celebra a cabo en Bentonville, Arkansas y en el mismo se proyectan un centenar de películas. El festival también cuenta con conciertos con varios artistas cada año. En 2018 actuaron las cantantes de country Carly Pearce y Lauren Alaina, así como Jillian Jacqueline, Vintage Troube y Ally Brooke de Fifth Harmony.